# ビザンチンドリーム
ビザンチンドリーム（欧字名:Byzantine Dream、2021年1月28日 - ）は、日本の競走馬。主な勝ち鞍は2024年のきさらぎ賞、2025年のレッドシーターフハンデキャップ。
馬名の由来は、ビザンツ帝国の夢。

## 戦績

### 2歳（2023年）
2023年12月2日、阪神競馬場第5レースの2歳新馬戦（芝2000m）で、鞍上バウルジャン・ムルザバエフにてデビューし、見事新馬勝ちを収めた。

### 3歳（2024年）
3歳シーズンは初の重賞挑戦となるきさらぎ賞（GIII）より始動。スタートは出遅れ、道中では後方2番目を追走し、直線では大外から鞍上の見せ鞭を使用した後、鞭に反応して加速。最後は前を走るシヴァースとウォーターリヒトとの三つ巴の大接戦をハナ差決着で、鞍上のレネ・ピーヒュレクと共にJRA重賞初制覇を飾った。また、管理する坂口智康調教師もJRA平地重賞初制覇となった。
2戦無敗の勢いそのままに皐月賞に出走するも、スタートでの出遅れと直線の不利が祟って13着。続く東京優駿では西村淳也との新コンビで出走。しかし最下位の17着に終わる。
夏の休養を挟み、神戸新聞杯に幸英明とのコンビで出走。大外から果敢に差し脚を伸ばすも、稍重の馬場とスローペースが祟って6着。続く菊花賞ではアンドレアシュ・シュタルケとのコンビで出走。出入りの激しい展開ながら冷静に追い上げるも5着。

### 4歳（2025年）
4歳シーズンはアメリカジョッキークラブカップより始動。オレリアン・ルメートルとのコンビで出走し、後方追走から懸命に追い上げるも6着に終わる。
日本時間2月23日、招待を受諾していたサウジカップデーの国際競走レッドシーターフハンデキャップに出走。オイシン・マーフィーを鞍上に迎えた。大外枠から好スタートを決め、道中は後方に控え、4コーナーから捲るようにして徐々に進出。200m付近で先頭に立ち、後続を寄せ付けぬ完勝で重賞2勝目及び昨年のきさらぎ賞以来となる通算3勝目を挙げた。

## 競走成績
以下の内容は、netkeiba.com、JBISサーチおよびRacing Postの情報に基づく。
| 競走日     | 競馬場 | 競走名       | 格   | 距離（馬場）  | 頭 数 | 枠 番 | 馬 番 | オッズ （人気） | 着順 | タイム （上り3F） | 着差  | 騎手            | 斤量 [kg] | 1着馬（2着馬）         | 馬体重 [kg] |
| ---------- | ------ | ------------ | ---- | ------------- | ----- | ----- | ----- | --------------- | ---- | ----------------- | ----- | --------------- | --------- | ---------------------- | ----------- |
| 2023.12.02 | 阪神   | 2歳新馬      |      | 芝2000m（良） | 12    | 5     | 5     | 004.40（2人）   | 01着 | R2:01.4（33.9）   | -0.5  | 0B.ムルザバエフ | 56        | （エイシンボナパルト） | 458         |
| 2024.02.04 | 京都   | きさらぎ賞   | GIII | 芝1800m（良） | 12    | 8     | 12    | 002.30（1人）   | 01着 | R1:46.8（33.7）   | -0.0  | 0R.ピーヒュレク | 57        | （ウォーターリヒト）   | 450         |
| 0000.04.14 | 中山   | 皐月賞       | GI   | 芝2000m（良） | 17    | 8     | 17    | 016.40（8人）   | 13着 | R1:58.5（34.7）   | -1.4  | 0B.ムルザバエフ | 57        | ジャスティンミラノ     | 456         |
| 0000.05.26 | 東京   | 東京優駿     | GI   | 芝2400m（良） | 17    | 2     | 4     | 061.2（10人）   | 17着 | R2:25.8（33.7）   | -1.5  | 0西村淳也       | 57        | ダノンデサイル         | 458         |
| 0000.09.22 | 中京   | 神戸新聞杯   | GII  | 芝2200m（稍） | 14    | 8     | 14    | 017.90（9人）   | 06着 | R2:12.9（35.4）   | -1.1  | 0幸英明         | 57        | メイショウタバル       | 458         |
| 0000.10.20 | 京都   | 菊花賞       | GI   | 芝3000m（良） | 18    | 4     | 7     | 041.50（9人）   | 05着 | R3:04.6（35.4）   | -0.5  | 0A.シュタルケ   | 57        | アーバンシック         | 456         |
| 2025.01.26 | 中山   | AJCC         | GII  | 芝2200m（良） | 18    | 5     | 10    | 017.40（5人）   | 06着 | R2:12.8（36.5）   | -0.7  | 0A.ルメートル   | 56        | ダノンデサイル         | 460         |
| 0000.02.22 | KAA    | レッドシーTH | G2   | 芝3000m（Fs） | 10    | 11    | 5     | 012.00（6人）   | 01着 | R3:06.63          | -0.25 | 0O.マーフィー   | 60        | （Epic Poet）          | 計不        |
| 0000.05.04 | 京都   | 天皇賞（春） | GI   | 芝3200m（良） | 15    | 8     | 14    | 011.60（6人）   | 02着 | R3:14.0（34.9）   | -0.0  | 0A.シュタルケ   | 58        | ヘデントール           | 454         |

- 海外の競走の「枠番」欄にはゲート番を記載
- サウジアラビアのオッズ・人気はRacing Postのもの（日本式のオッズ表記とした）
- 競走成績は2025年5月4日現在

## 血統表
| ビザンチンドリームの血統    | ビザンチンドリームの血統                   | ビザンチンドリームの血統                   | （血統表の出典）                           | （血統表の出典）    |
| 父系                        | ロベルト系                                 | ロベルト系                                 | ロベルト系                                 | [ § 2 ]             |
| 父 エピファネイア 2010 鹿毛 | 父の父*シンボリクリスエス 1999 黒鹿毛      | Kris S.                                    | Roberto                                    | Roberto             |
| 父 エピファネイア 2010 鹿毛 | 父の父*シンボリクリスエス 1999 黒鹿毛      | Kris S.                                    | Sharp Queen                                |                     |
| 父 エピファネイア 2010 鹿毛 | 父の父*シンボリクリスエス 1999 黒鹿毛      | Tee Kay                                    | Gold Meridian                              | Gold Meridian       |
| 父 エピファネイア 2010 鹿毛 | 父の父*シンボリクリスエス 1999 黒鹿毛      | Tee Kay                                    | Tri Argo                                   |                     |
| 父 エピファネイア 2010 鹿毛 | 父の母シーザリオ 2002 青毛                 | スペシャルウィーク                         | *サンデーサイレンス                        | *サンデーサイレンス |
| 父 エピファネイア 2010 鹿毛 | 父の母シーザリオ 2002 青毛                 | スペシャルウィーク                         | キャンペンガール                           |                     |
| 父 エピファネイア 2010 鹿毛 | 父の母シーザリオ 2002 青毛                 | *キロフプリミエール                        | Sadler's Wells                             | Sadler's Wells      |
| 父 エピファネイア 2010 鹿毛 | 父の母シーザリオ 2002 青毛                 | *キロフプリミエール                        | Querida                                    |                     |
| 母 ジャポニカーラ 2012 鹿毛 | 母の父ジャングルポケット 1998 鹿毛         | *トニービン                                | *カンパラ                                  | *カンパラ           |
| 母 ジャポニカーラ 2012 鹿毛 | 母の父ジャングルポケット 1998 鹿毛         | *トニービン                                | Severn Bridge                              |                     |
| 母 ジャポニカーラ 2012 鹿毛 | 母の父ジャングルポケット 1998 鹿毛         | *ダンスチャーマー                          | Nureyev                                    | Nureyev             |
| 母 ジャポニカーラ 2012 鹿毛 | 母の父ジャングルポケット 1998 鹿毛         | *ダンスチャーマー                          | Skillful Joy                               |                     |
| 母 ジャポニカーラ 2012 鹿毛 | 母の母グリッターカーラ 2005 栗毛           | *フレンチデピュティ                        | Deputy Minister                            | Deputy Minister     |
| 母 ジャポニカーラ 2012 鹿毛 | 母の母グリッターカーラ 2005 栗毛           | *フレンチデピュティ                        | Mitterand                                  |                     |
| 母 ジャポニカーラ 2012 鹿毛 | 母の母グリッターカーラ 2005 栗毛           | フサイチエアデール                         | *サンデーサイレンス                        | *サンデーサイレンス |
| 母 ジャポニカーラ 2012 鹿毛 | 母の母グリッターカーラ 2005 栗毛           | フサイチエアデール                         | *ラスティックベル                          |                     |
| 母系(F-No.)                 | ラスティックベル(USA)系(FN:20-a)           | ラスティックベル(USA)系(FN:20-a)           | ラスティックベル(USA)系(FN:20-a)           | [ § 3 ]             |
| 5代内の近親交配             | サンデーサイレンス 4×4 Northern Dancer 5×5 | サンデーサイレンス 4×4 Northern Dancer 5×5 | サンデーサイレンス 4×4 Northern Dancer 5×5 | [ § 4 ]             |
| 出典                        | 1. 2. 3. 4.                                | 1. 2. 3. 4.                                | 1. 2. 3. 4.                                | 1. 2. 3. 4.         |

- 3代母フサイチエアデールは、1999年の報知杯4歳牝馬特別など重賞4勝や、桜花賞、エリザベス女王杯2着の実績がある。
- 祖母グリッターカーラの全姉にライラプス、半兄にフサイチリシャールがいる。
- そのほかの主な近親にノームコア、クロノジェネシス、アドマイヤエイカンなど。